# Pale (Bosnia ed Erzegovina)
Pale (cirillico Пале) è una cittadina a 17 km da Sarajevo, nella Bosnia ed Erzegovina con 22 282 abitanti al censimento 2013.
Fa parte della Republika Srpska, di cui è stata in passato la capitale de facto, per essere poi sostituita da Banja Luka; la lingua parlata è il serbo, scritto in caratteri cirillici.
L'economia è basata sull'agricoltura, la lavorazione del legname e piccole aziende cooperative. Pale si trova su un altopiano a circa 800 m di altitudine, ricco di vegetazione.